# Lorentz Casimir Lyceum
Het Lorentz Casimir Lyceum is een school voor havo, gymnasium en atheneum. De school is gevestigd aan de Celebeslaan 10-20 te Eindhoven.
Het aantal leerlingen is ca. 1200, er zijn ca. 100 docenten en 25 personen onderwijsondersteunend personeel. Men spreekt nog van het Lorentzgebouw en het Casimirgebouw, waar respectievelijk de bovenbouw en de onderbouw les krijgen.
Leerlingen worden extra uitgedaagd als ze willen en kunnen deelnemen aan verschillende olympiades, gezien het Lorentz Casimir Lyceum een olympiadeschool is. Ook kunnen leerlingen hier worden opgeleid voor het certificaat van het Internationaal Baccalaureaat voor de vakken Engels en Frans, het Cambridge- (Engels) en Delfcertificaat (Frans) genoemd.
Het is een van de scholen die deelnemen aan de zogenaamde Interlyceales, waar leerlingen van een aantal Nederlandse lycea deelnemen aan wedstrijden op het gebied van sport, muziek, toneel, dans, voordracht, tekenen en fotografie.

## Historie
De school is in 1996 ontstaan uit een fusie tussen het Lorentz Lyceum (vwo) en de Rommert Casimir havo, twee scholen die naast elkaar waren gelegen. Beide scholen gingen eerder al samenwerken, na het van kracht worden van de Mammoetwet.
De eerste rector van het Lorentz Casimir Lyceum na de fusie was Pierre L.G.J. Poldervaart (tot 2004). Hij werd opgevolgd door P. Stevens, die op 1 juni 2007 afscheid nam. Zijn opvolger was Greetje Heijmans. Vanaf 1 september 2015 werd Jessica Baart rector. Van september 2021 tot 27 mei 2022 was Delianne Hoekstra-de Jong interimrector. Per 1 augustus 2022 is Rob van Velthoven de nieuwe rector.
In 2006 is een bijgebouw gevoegd bij het Lorentzgebouw, tussen de Celebeslaan en de vleugel met de gymnastieklokalen. In augustus 2017 werd bekend dat er plannen waren voor nieuwbouw. Het college van burgemeester en wethouders heeft eind 2019 met de nieuwbouwplannen ingestemd. Deze nieuwbouw zal op hetzelfde terrein plaatsvinden als waar de huidige school staat, maar op een andere plek: de sportvelden achter het gebouw van het voormalig Lorentz Lyceum. Zo kon de school blijven functioneren in de oude gebouwen, terwijl de realisatie van de nieuwbouw plaatsvond. In overeenstemming met de ambitie van de gemeente Eindhoven om energieneutraal te zijn in 2045, was het streven een Bijna Energie Neutraal Gebouw (BENG) te realiseren. De ontwerpfase startte direct na de aanbestedingsprocedure, in november 2021. Midden 2023 werd begonnen met de bouw. Een jaar later, in juni 2024, was de nieuwbouw klaar. Met ingang van het schooljaar 2024-2025 zal het LCL onderwijs geven in de nieuwbouw. De oude gebouwen zijn in juli 2024 gesloopt.

### Voormalig Lorentz Lyceum
Dit lyceum is in 1929 door ouders opgericht, met ir. Z. Th. Fetter als voornaamste voorvechter, en op 1 september 1930 geopend aan de Parklaan 15-17 te Eindhoven.
De school is genoemd naar de natuurkundige Hendrik Antoon Lorentz.
Zij was vooral bedoeld voor de kinderen van niet-katholiek hoger personeel van Philips en telde onder anderen de kinderen van Frits Philips onder haar leerlingen.
De school begon zonder financiële steun van de overheid; die steun kwam wel van Anton Philips.
De eerste rector was dr. W.H. van Mels, die in 1939 overleed. Zijn opvolger was H.W. van Tricht.
De school huisde eerst in woonhuizen aan de Parklaan; in 1932 kwam er een noodgebouw, "Faraday", en in 1935 een tweede, "De Vierschaar".
Deze noodgebouwen hebben ruim 25 jaar dienstgedaan.
Acht jaar na oprichting van de school verscheen voor het eerst een schoolkrant, Rond de Kastanje, naar de kastanjeboom bij de school.
De behuizing aan de Parklaan werd gaandeweg te klein.
Door ruimtegebrek moesten leerlingen geweigerd worden (er werd enige tijd een lotingssysteem gebruikt voor toelating van nieuwe leerlingen). In 1954 begon men met plannen voor nieuwbouw. Begin jaren 60 kreeg de school een eigen gebouw aan de Celebeslaan: de eerste paal ging in mei 1959 de grond in, de eerste steen werd gelegd in oktober 1959 en de nieuwbouw was voltooid in november 1961, waarna op 6 januari 1962 de officiële opening plaatsvond. Dr. Jan Meerdink (docent klassieke talen op het Lorentz vanaf mei 1945) was de derde rector, vanaf 1 november 1961 als waarnemer, en per 1 november 1962 als rector in vaste dienst. Hij bleef dat tot zijn pensioen eind 1976. Sinds de jaren 1960 heeft de school haar elitaire karakter gaandeweg ietwat verloren. Maar nog steeds is dat de naam van de school onder jongeren buiten het Lorentz Casimir Lyceum. Ook zal niemand, leraren of leerlingen, die status niet erkennen. Ook telde zij later veel leerlingen van katholieken huize en gingen meer oud-leerlingen aan de katholieke universiteiten van Tilburg en Nijmegen studeren.
Rector Meerdink was in de jaren 70 bedenker van de nieuwe naam Konteener voor de schoolkrant; mét de oude locatie was immers ook de kastanje verlaten. Zijn opvolger was De Keizer (niet eerder aan het Lorentz verbonden), die echter niet lang rector bleef. Na hem nam W.A.A. Habets (die als docent aan het Lorentz werkzaam was geweest) het rectoraat op zich. De volgende rector was Pierre L.G.J. Poldervaart. Onder zijn leiding kwam de fusie van Lorentz met Rommert Casimir tot stand. Hij nam afscheid op 24 september 2004.

### Voormalige Rommert Casimir havo
Deze school, die is genoemd naar opvoedkundige en onderwijsvernieuwer Rommert Casimir, zette na de invoering van de Mammoetwet in 1968 de in 1946 opgerichte Middelbare Meisjesschool voort. Daarbij werd de oorspronkelijke aanduiding op algemeen christelijke grondslag, die was opgenomen op aandringen van een van de oprichtsters, Sylvia van Lennep, de echtgenote van Frits Philips, vervangen door op algemene grondslag. De directrice van de MMS was Jo B. van Santen; zij had vooruitstrevende ideeën over onderwijsmethoden, en voerde het Daltonsysteem in. Ook werd bijna elke woensdagmorgen door een leerling een spreekbeurt gehouden voor de in de aula verzamelde schoolgemeenschap. De adjunct-directrice was Annie Rademakers, docent wiskunde. In het begin van de jaren 70 stroomde de laatste MMS’ster uit en nam de heer Dreijer de rol van directeur over. De heer Dreijer heeft het Daltonsysteem ingevoerd op de Rommert Casimir havo.

## Bekende docenten en oud-leerlingen

### (Oud-)docenten
- Douwe Kalma, leraar Engels; Fries dichter, vertaler, literatuurhistoricus, inspirator van de Jongfriese Beweging
- Frits Ritmeester, docent Nederlands; ook bekend als Frits Spits, radiopresentator
- Piet Weemers, voormalig hockeyer

### Leerlingen
- Marcel Balkestein, hockeyer Nederlands elftal
- Bart Berman, pianist
- Judith Bosch, presentatrice
- Caroline De Bruijn, actrice
- Judith de Bruijn, presentatrice
- Xander de Buisonjé, zanger
- Han Drijver, hockeyinternational
- Caspar van Dijk, wereldkampioen zaalhockey
- Klaas Dijkhoff, jurist, politicus
- Mustafa Duygulu, acteur
- Lonneke Engel, model
- Marijn Franx, hoogleraar sterrenkunde
- Annemarie van Haeringen, illustratrice en prentenboekenmaakster
- Monic Hendrickx, actrice
- Pieter van den Hoogenband, zwemmer
- Tanja Jess, actrice en presentatrice
- Steven Kruijswijk, professioneel wielrenner
- Hester Maij, politica
- Marit Maij, politica
- Guus Meeuwis, zanger
- Nora Mulder, pianiste en cimbalomspeelster
- Marijke Spies, hoogleraar historische letterkunde
- Henk van Straten, schrijver
- Jan-Kees Wiebenga, politicus, lid van de Raad van State
- Marlène de Wouters, journaliste, presentatrice, auteur en tenniskampioene

## Fotogalerij

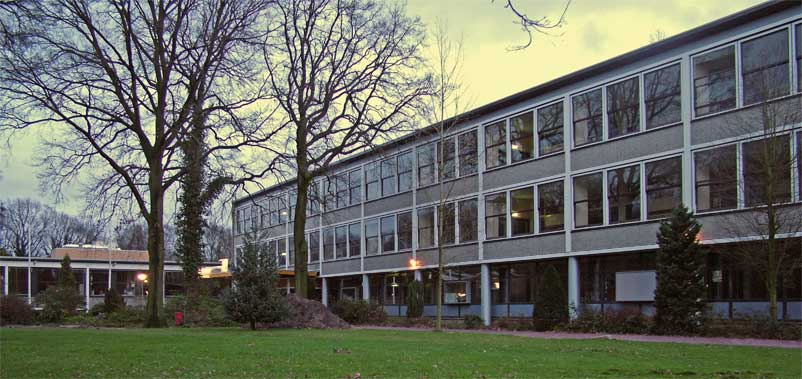
Lorentz-gebouw. Links is net de bovenkant te zien van de nieuwbouw uit 2006.
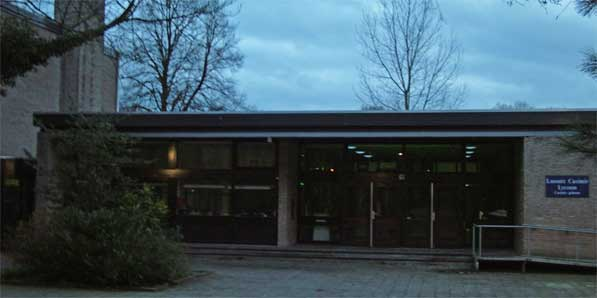
Ingang van het Casimirgebouw.
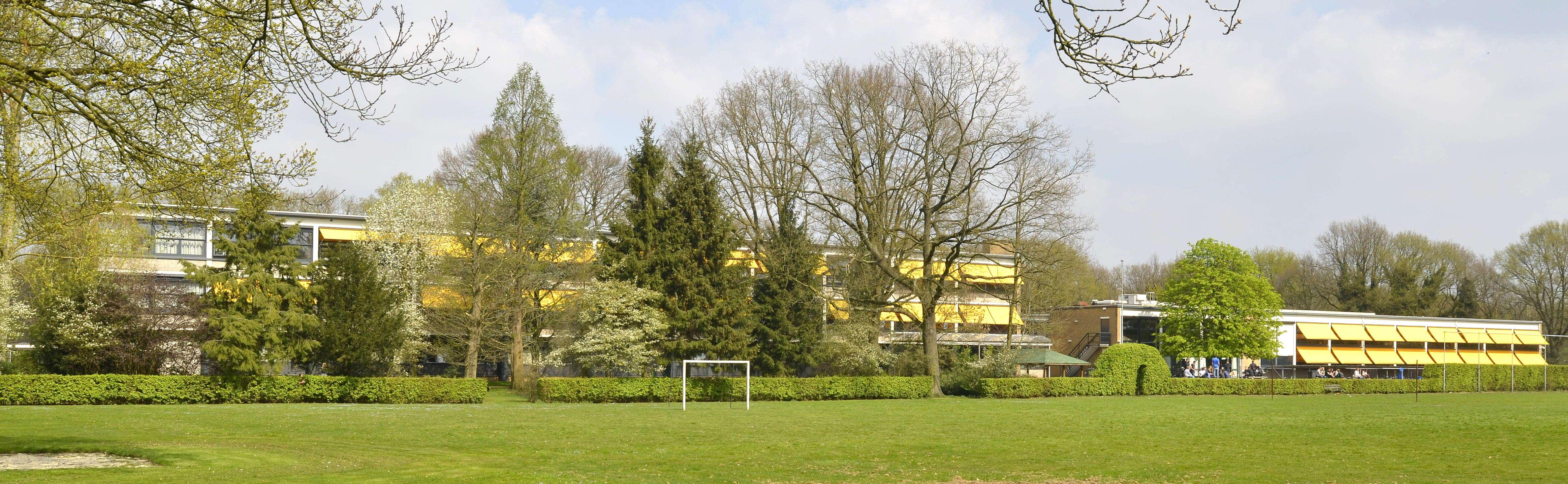
Achterzijde van het Lorentzgebouw
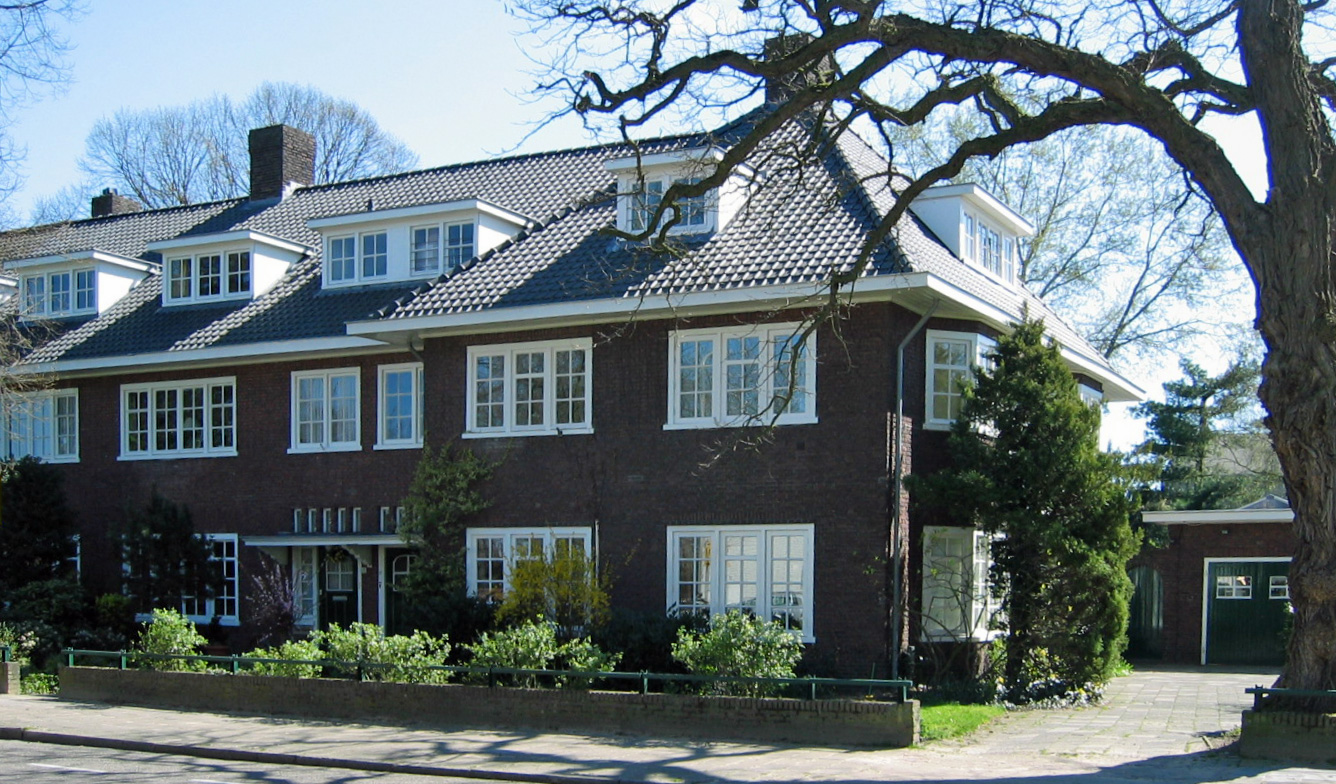
Parklaan 15-17, waar het Lorentz Lyceum begon
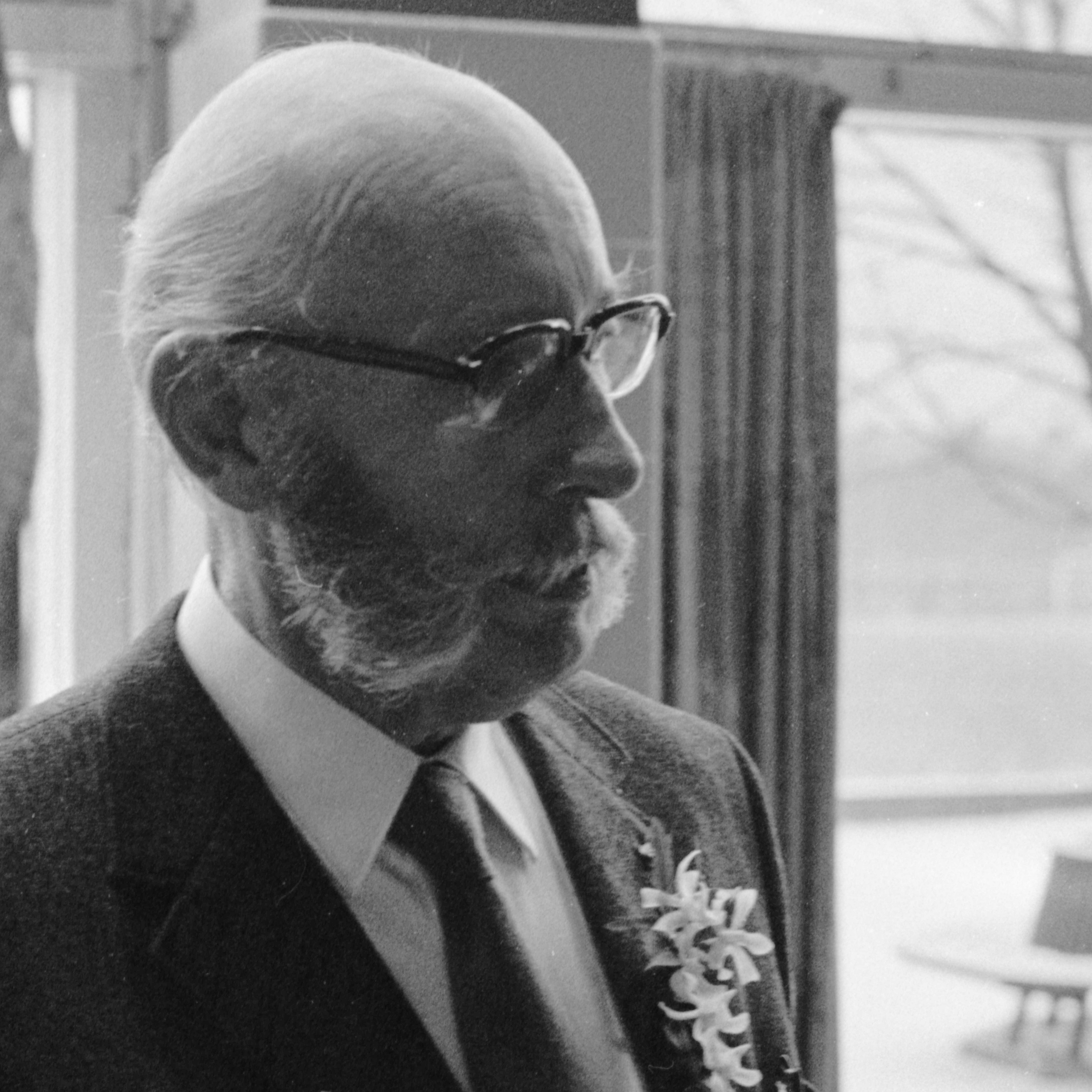
Jan Meerdink, rector van het Lorentz Lyceum 1962 - 1976
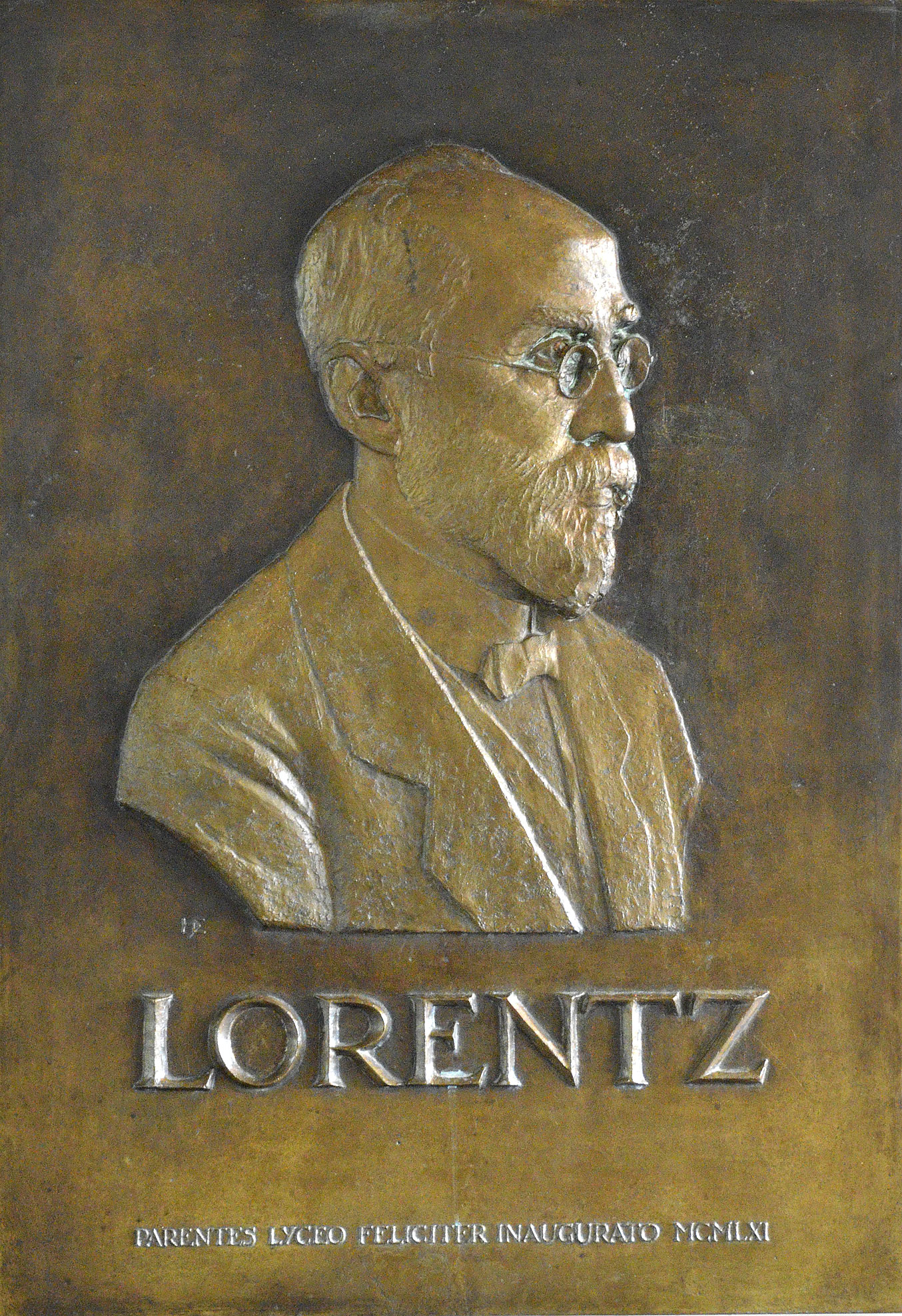
Plaquette van Lorentz in de hal van het Lorentzgebouw, door Henk Etienne
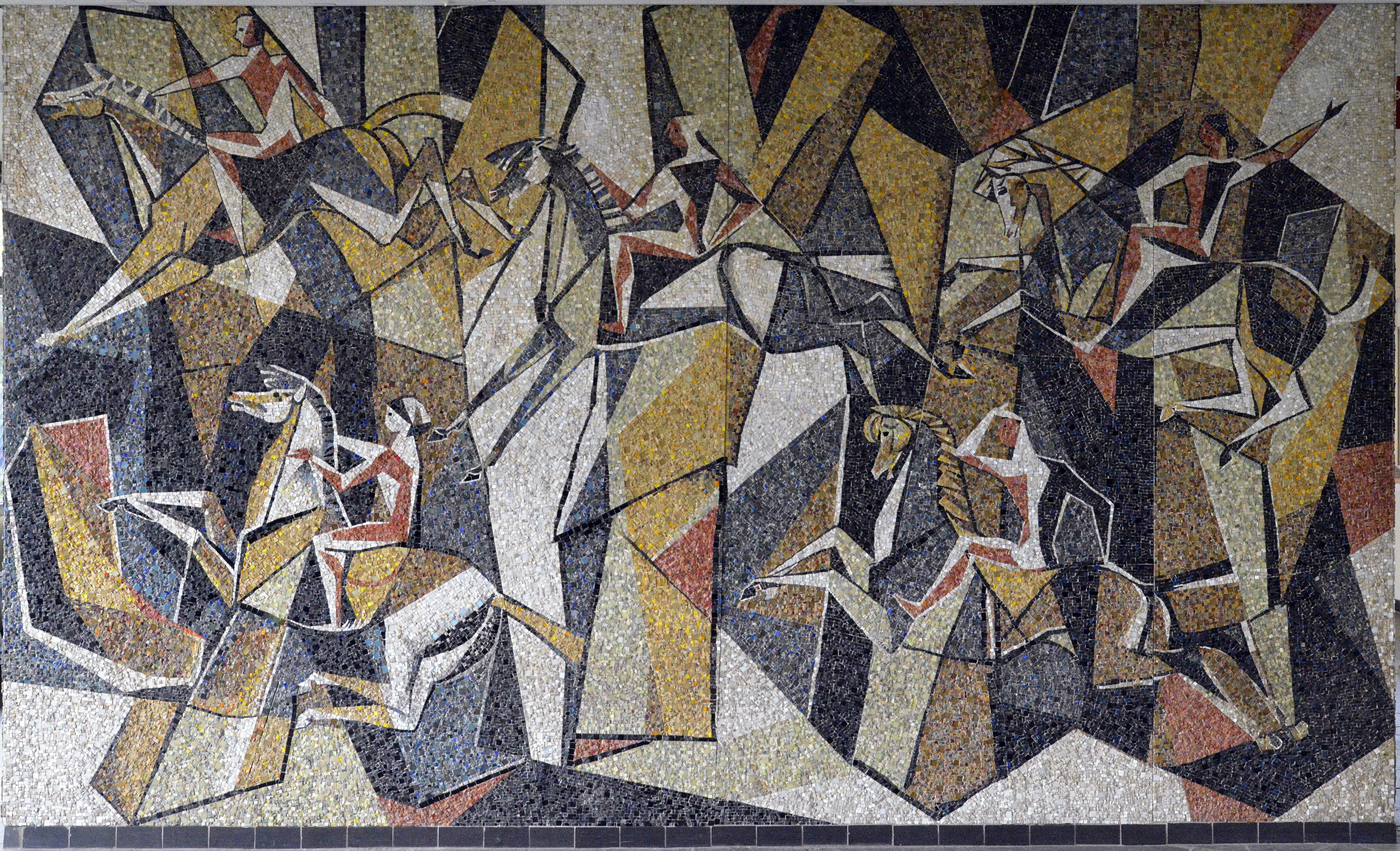
Mozaïek in de hal van het Lorentzgebouw, door Jaap Bouhuys en Nel Klaassen
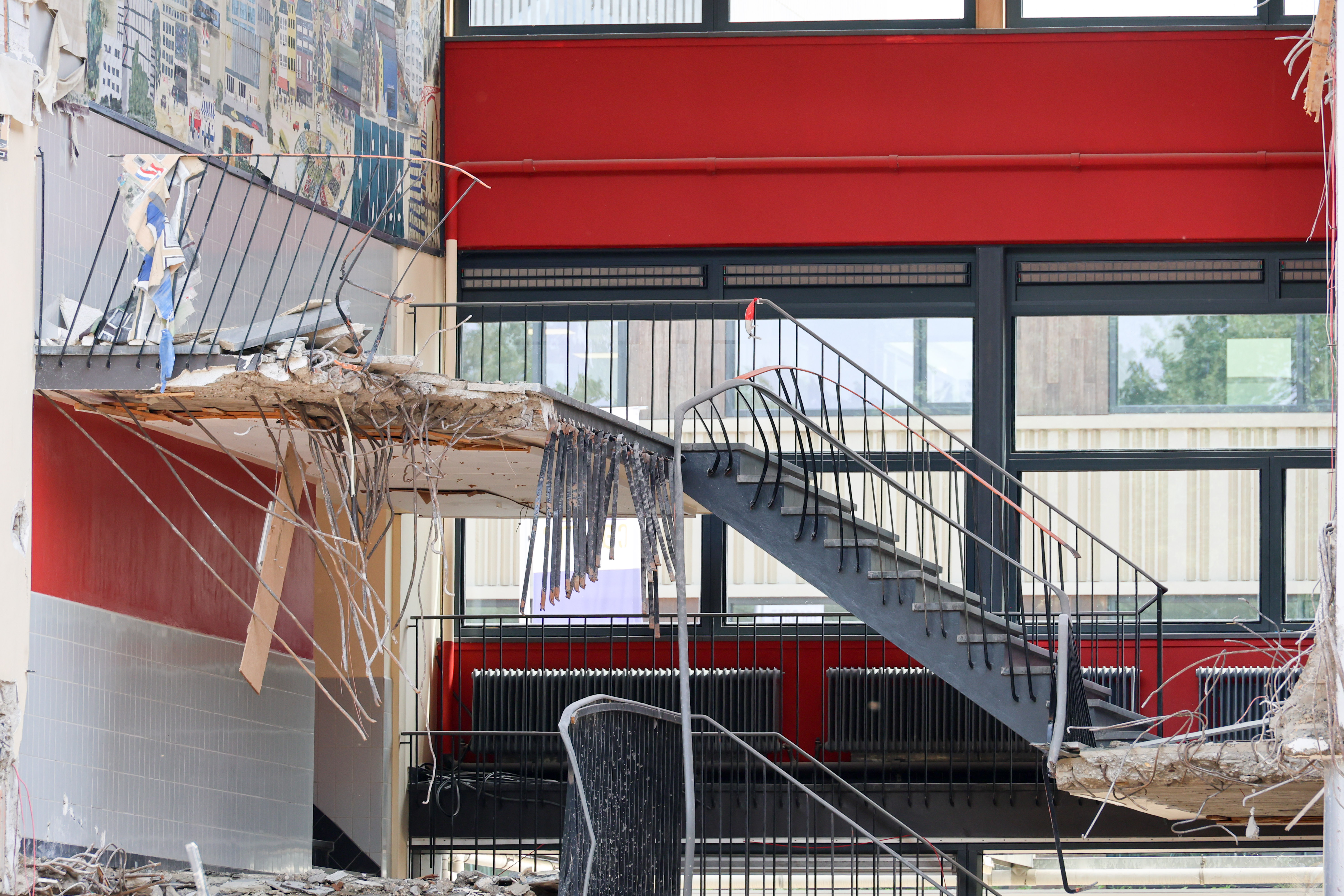
Trappenhuis van het Lorentzgebouw
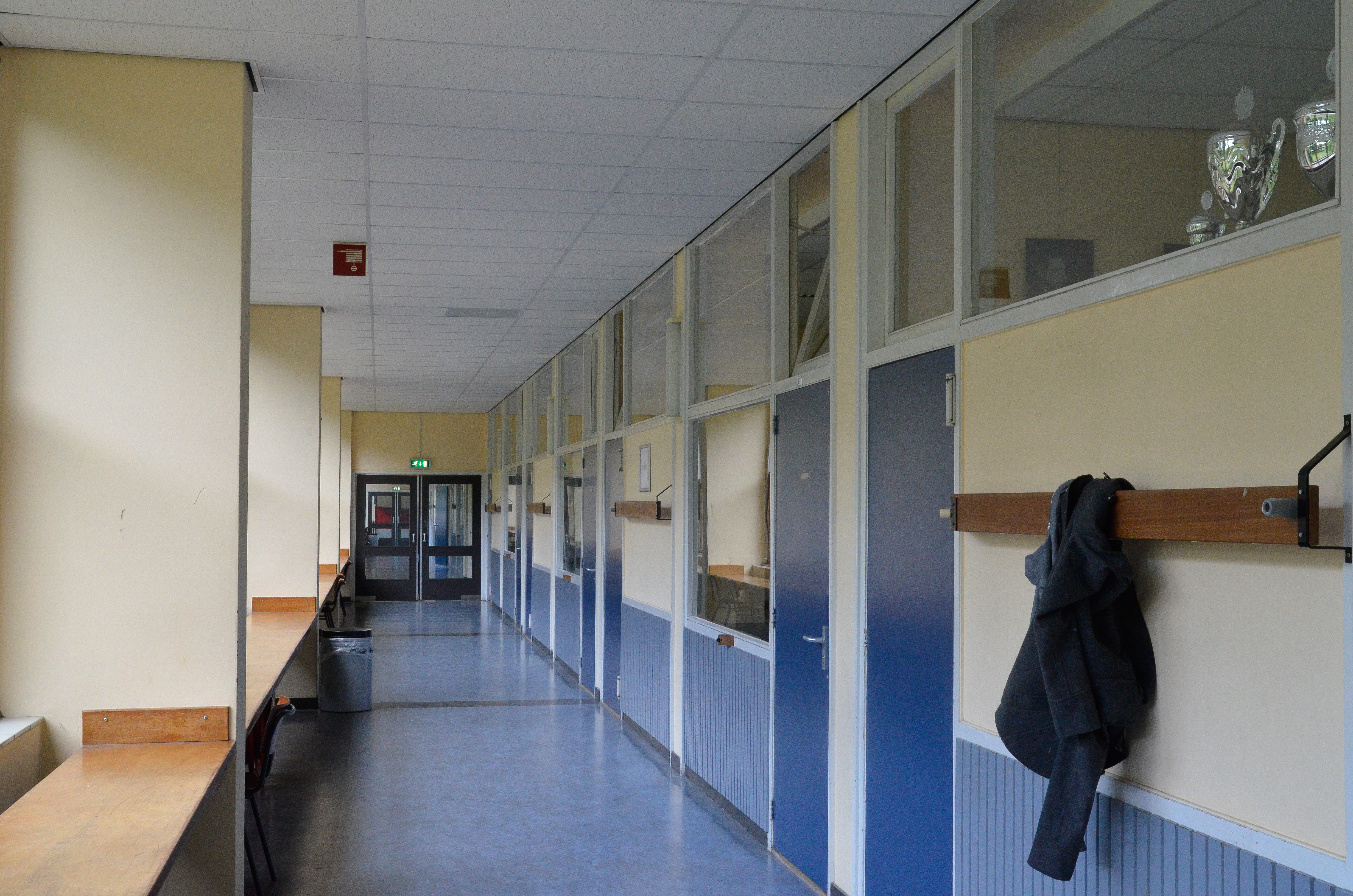
Gang met leslokalen in het Lorentzgebouw
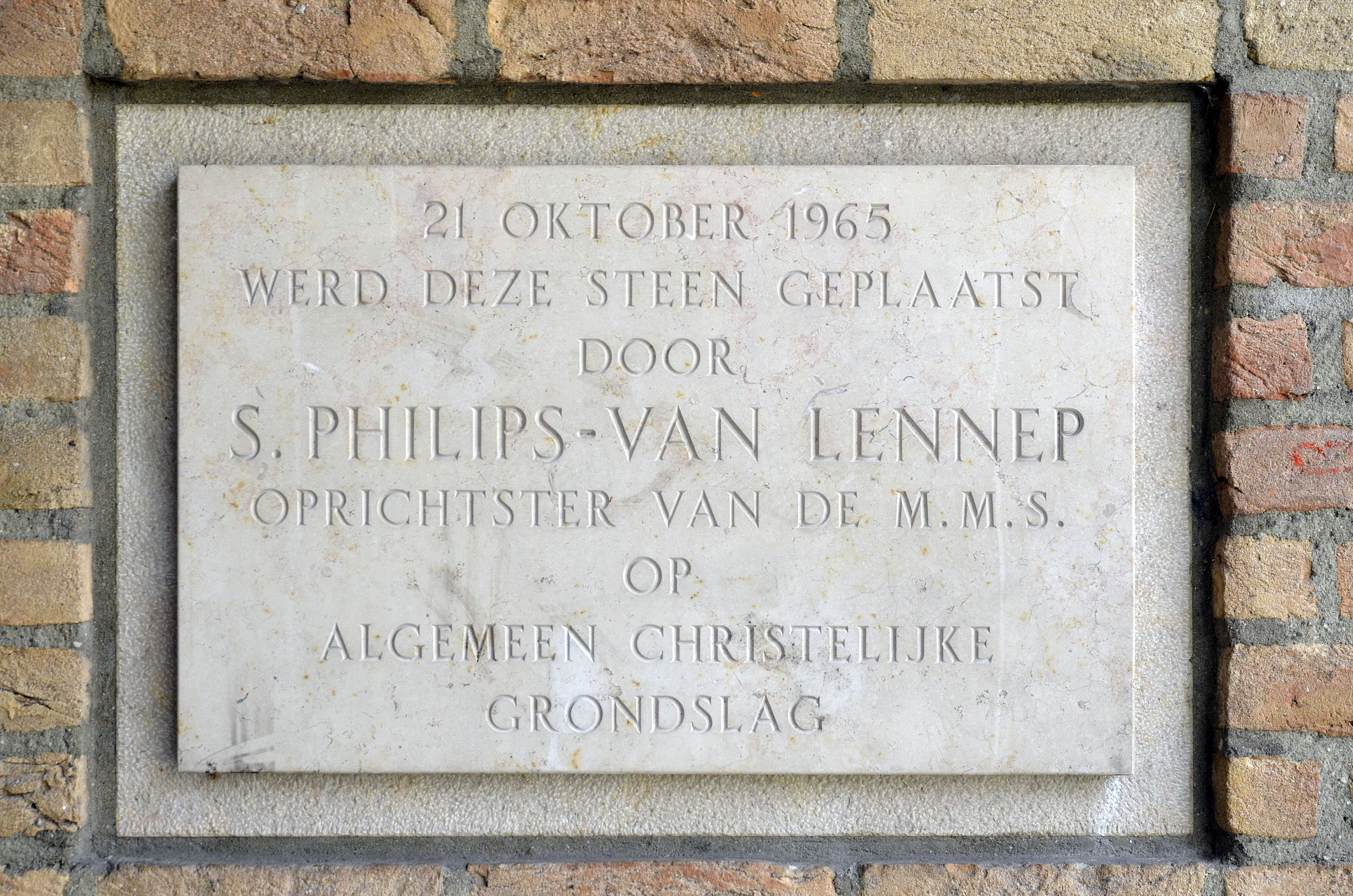
Gedenksteen bij de ingang van het Casimirgebouw.